# Aire d'attraction de Grenoble
L'aire d'attraction de Grenoble est un zonage d'étude défini par l'Insee pour caractériser l’influence de la commune de Grenoble sur les communes environnantes. Publiée en octobre 2020, elle se substitue à l'aire urbaine de Grenoble, qui comportait 192 communes dans le zonage de 2010.

### Carte

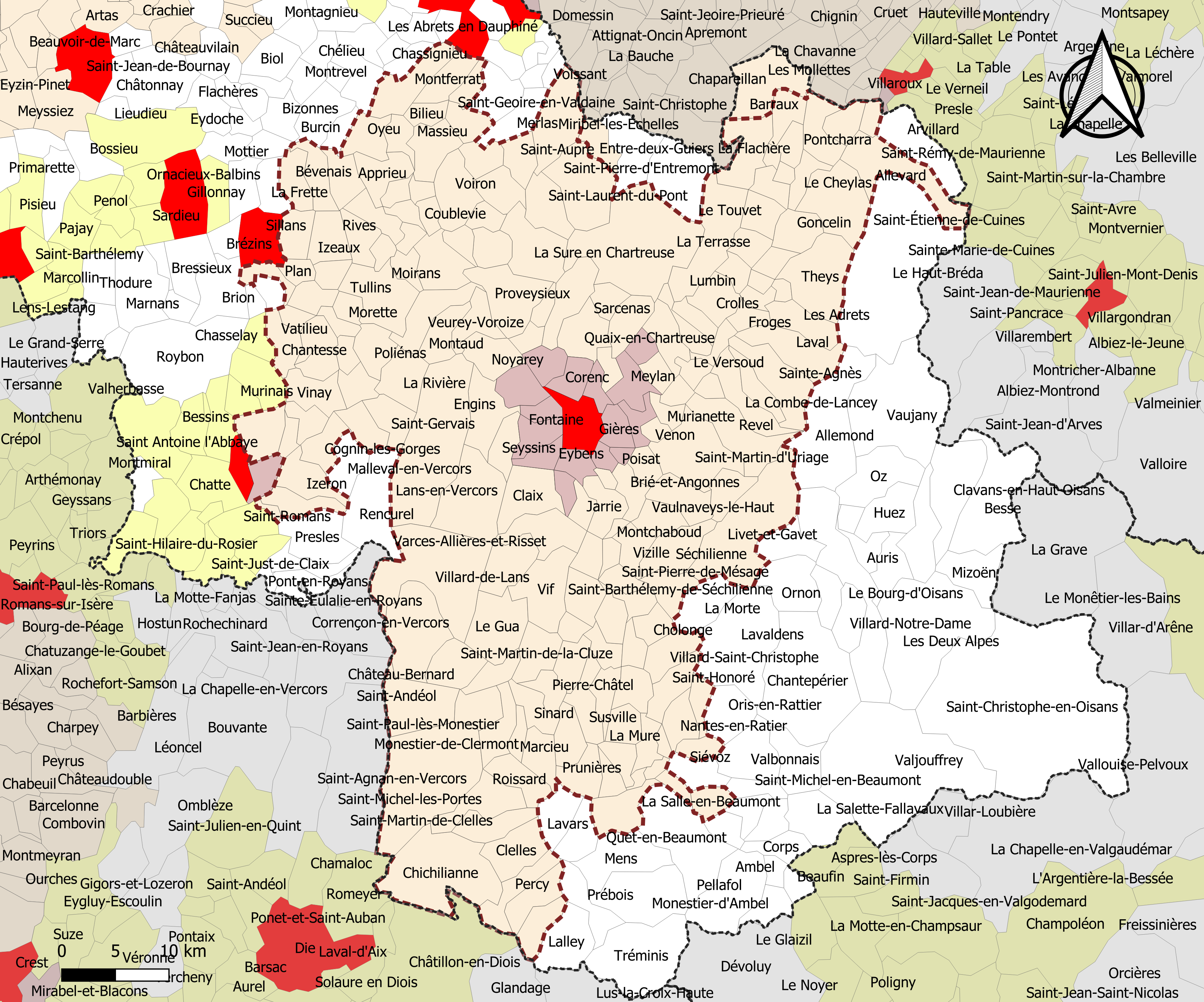
Carte de l'aire d'attraction de Grenoble.
Commune-centre
Commune du pôle principal
Commune de la couronne

## Définition
L'aire d'attraction d'une ville est composée d’un pôle, défini à partir de critères de population et d’emploi ainsi que d’une couronne constituée des communes dont au moins 15 % des actifs travaillent dans le pôle. Le pôle d’attraction constitue ainsi un point de convergence des déplacements domicile-travail,.

## Géographie
L’aire d'attraction de Grenoble est une aire intra-départementale qui comporte 204 communes dans l'Isère. 

### Composition communale
| Catégorie                  | Département | Communes | Communes |
| Catégorie                  | Département | Nombre   | Libellé |
| -------------------------- | ----------- | -------- | --- |
| Commune-centre             | Isère       | 1        | Grenoble. |
| Communes du pôle principal | Isère       | 15       | Biviers, Échirolles, Eybens, Fontaine, Gières, Meylan, Poisat, Le Pont-de-Claix, Saint-Égrève, Saint-Martin-d'Hères, Saint-Martin-le-Vinoux, Sassenage, Seyssinet-Pariset, Seyssins, La Tronche. |
| Communes de la couronne    | Isère       | 188      | Les Adrets, L'Albenc, Allevard, Apprieu, Avignonet, Barraux, Beaucroissant, Beaulieu, Beauvoir-en-Royans, Bernin, Bévenais, Bilieu, Bresson, Brié-et-Angonnes, La Buisse, La Buissière, Champagnier, Le Champ-près-Froges, Champ-sur-Drac, Chantesse, Charavines, Charnècles, Château-Bernard, Le Cheylas, Chichilianne, Chirens, Cholonge, Claix, Clelles, Saint-Martin-de-la-Cluze, Cognet, Cognin-les-Gorges, Colombe, La Combe-de-Lancey, Corenc, Corrençon-en-Vercors, Coublevie, Cras, Crolles, Domène, Engins, La Flachère, Fontanil-Cornillon, La Forteresse, Froges, Goncelin, Le Grand-Lemps, Gresse-en-Vercors, Le Gua, Herbeys, Hurtières, Izeaux, Izeron, Jarrie, Laffrey, Lans-en-Vercors, Laval-en-Belledonne, Livet-et-Gavet, Lumbin, Marcieu, Massieu, Mayres-Savel, Autrans-Méaudre en Vercors, Miribel-Lanchâtre, Miribel-les-Échelles, Moirans, Monestier-de-Clermont, Monestier-du-Percy, Montaud, Montbonnot-Saint-Martin, Montchaboud, Monteynard, Montferrat, Mont-Saint-Martin, Morette, La Motte-d'Aveillans, La Motte-Saint-Martin, Le Moutaret, La Mure, La Murette, Murianette, Nantes-en-Ratier, Serre-Nerpol, Notre-Dame-de-Commiers, Notre-Dame-de-l'Osier, Notre-Dame-de-Mésage, Notre-Dame-de-Vaulx, Noyarey, Oyeu, Villages du Lac de Paladru, Le Percy, La Pierre, Pierre-Châtel, Plan, Poliénas, Ponsonnas, Pontcharra, Proveysieux, Prunières, Quaix-en-Chartreuse, Quincieu, Réaumont, Renage, Revel, Rives, La Rivière, Roissard, Rovon, Sainte-Agnès, Saint-Andéol, Saint-Arey, Saint-Aupre, Saint-Barthélemy-de-Séchilienne, Saint-Blaise-du-Buis, Saint-Cassien, Saint-Étienne-de-Crossey, Saint-Geoirs, Saint-Georges-de-Commiers, Saint-Gervais, Saint-Guillaume, Plateau-des-Petites-Roches, Saint-Honoré, Saint-Ismier, Saint-Jean-de-Moirans, Saint-Jean-de-Vaulx, Saint-Jean-d'Hérans, Saint-Jean-le-Vieux, Saint-Joseph-de-Rivière, La Sure en Chartreuse, Saint-Laurent-du-Pont, Sainte-Marie-d'Alloix, Sainte-Marie-du-Mont, Saint-Martin-de-Clelles, Saint-Martin-d'Uriage, Saint-Maurice-en-Trièves, Saint-Maximin, Saint-Michel-les-Portes, Saint-Mury-Monteymond, Saint-Nazaire-les-Eymes, Saint-Nicolas-de-Macherin, Saint-Nizier-du-Moucherotte, Saint-Paul-de-Varces, Saint-Paul-d'Izeaux, Saint-Paul-lès-Monestier, Crêts en Belledonne, Saint-Pierre-de-Chartreuse, Saint-Pierre-de-Chérennes, Saint-Pierre-de-Méaroz, Saint-Pierre-de-Mésage, Saint-Quentin-sur-Isère, Saint-Sulpice-des-Rivoires, Saint-Théoffrey, Saint-Vérand, Saint-Vincent-de-Mercuze, La Salle-en-Beaumont, Le Sappey-en-Chartreuse, Sarcenas, Séchilienne, Siévoz, Sillans, Sinard, Sousville, Susville, Têche, Tencin, La Terrasse, Theys, Le Touvet, Treffort, Tullins, La Valette, Varces-Allières-et-Risset, Vatilieu, Vaulnaveys-le-Bas, Vaulnaveys-le-Haut, Venon, Le Versoud, Veurey-Voroize, Vif, Villard-Bonnot, Villard-de-Lans, Villard-Saint-Christophe, Vinay, Vizille, Voiron, Voreppe, Vourey, Chamrousse. |

## Démographie
Cette aire est catégorisée dans les aires de 700 000 habitants ou plus (hors Paris), une catégorie qui regroupe 19,7 % de la population au niveau national,.